# LG CNS
LG CNS(한국어: 엘지씨엔에스)는 기업고객을 대상으로 IT 컨설팅, 구축, 운영 등의 IT시스템 통합 서비스와 클라우드, AI(Generative AI), 스마트물류, 스마트팩토리, 보안, 스마트시티 등의 DX(Digital Transformation)서비스를 제공하는 LG그룹 계열사의 DX전문기업이다.

## 역사
1987년 1월 14일에 럭키금성그룹과 미국의 IT서비스 회사인 EDS가 50:50으로 합작해서 합작법인 STM (System Technology Management)으로 설립되었다.
2019년 LG는 LG CNS의 지분 35%를 맥쿼리 그룹에 1조 19억원에 매각했다. 이 매각은 한국 재벌들이 아웃소싱 계약에 과도하게 의존하고 자회사 및 계열사에 업무를 지시함으로써 창업주 일가에 편익을 제공한다는 비판이 커지는 가운데 이루어졌다. 맥쿼리는 LG가 2025년 4월까지 LG CNS를 상장한다는 조건으로 LG CNS의 지분을 인수했다. 그 결과, LG CNS는 2025년 2월 코스피 시장에 상장하였다.

## 주요 사업 및 서비스
2025년 1분기 기준 LG씨엔에스와 연결종속회사의 주력 사업은 IT서비스로, 클라우드&AI, 스마트 엔지니어링, Digital Business Service(SI/SM)로 구분된다.
클라우드&AI:
컨설팅부터 클라우드 전환/구축, MSP(Managed Service Provider), 애플리케이션 현대화(Application Modernization)까지 통합적 서비스를 제공한다. AI 비즈니스 적용 확대, 글로벌 빅테크와의 파트너십, 데이터센터-인프라-클라우드-AI 연계 역량이 특징이다.
스마트 엔지니어링:
제조, 물류, 도시(시티) 영역에서 DX(Digital Transformation), AI, 빅데이터, IoT 등 신기술 기반의 스마트팩토리, 스마트물류, 스마트시티, 로봇 기반 Physical AI 서비스를 추진한다.
Digital Business Service (SI/SM):
금융, 공공, 통신 등 다양한 산업의 정보화 시스템 구축(SI), 운영·유지관리(SM) 및 IT전략 수립, 하드웨어·소프트웨어 판매, 융합 SI 프로젝트를 제공한다.
2025년 1분기 연결 기준 매출은 1조 2,114억원으로 전년 동기 대비 1,410억원 증가하였다.
클라우드&AI 7,173억원(59%),스마트 엔지니어링 2,063억원(17%), Digital Business Service(SI/SM) 2,877억원(24%) 비중이다.
주요 매출처는 LG전자, LG화학, LG유플러스 등 LG그룹 계열사 비중이 높다.

## 연구개발 및 기술 혁신
2025년 1분기 연구개발비는 121억원(매출액 대비 1.0%)이다. 정보기술연구소, AI선행기술연구소 등에서 생성형 AI, Agentic AI, 초거대 AI 모델 경량화, 5G 특화망, 로보틱스, 엔터프라이즈 SW, Web3, 보안 등 다양한 분야의 기술 연구를 수행한다.

## 경영 현황 및 성과
2025년 2월 5일 유가증권시장에 상장되었으며, 2025년 1분기 연결 기준 임직원은 10,040명이다. 특허권 383건(국내 239건/해외 144건), 상표권 47건(국내 21/해외 26)을 보유하고 있다.
2025년 1분기 기준 자본금은 520억 4천만원(발행주식 96,885,948주)이다.

### 내용주
1. ↑  공모가 61,900원에 상장
2. ↑  2019년 10월 25일 결성된 2029년 10월 24일이 만기인 맥쿼리코리아오퍼튜니티즈제5호 사모펀드가 설립한 투자회사